# Emil Werner
Emil Werner (ur. w Żytomierzu, zm. 19 sierpnia 1920 pod Czarnostowem) – major piechoty Wojska Polskiego, kawaler Orderu Virtuti Militari.

## Życiorys
Emil Werner urodził się w Żytomierzu. W dzieciństwie stracił ojca. Po ukończeniu szkół wstąpił do rosyjskiej marynarki handlowej, gdzie po kilku latach praktyki ukończył szkołę morską i został oficerem marynarki. Po wybuchu I wojny światowej służył w marynarce Armii Imperium Rosyjskiego, później jako oficer liniowy w oddziałach strzelców morskich. Po wybuchu rewolucji październikowej w grudniu 1918 wystąpił z armii rosyjskiej i wstąpił do I Korpusu Polskiego w Rosji .
W szeregach I Korpusu walczył do czasu kapitulacji w maju 1918 roku. Został wzięty do niewoli niemieckiej, a po oswobodzeniu z niej dotarł do rodzinnego Żytomierza, gdzie dowiedział się o zamordowaniu siostry i szwagra przez bolszewików. Powodowany chęcią walki z wrogiem i dowiedziawszy się o formowaniu oddziałów polskich w Murmańsku, natychmiast wyruszył na wschód z zamiarem dotarcia do tego miejsca. W Moskwie zmuszony był zmienić kierunek, po czym pod koniec września 1918 dotarł na Syberię, gdzie wstąpił do Wojska Polskiego na Wschodzie .
Został przydzielony do 1 pułku strzelców polskich im. Tadeusza Kościuszki na stanowisko dowódcy kompanii. Od października 1918 roku walczył na froncie ufańskim, gdzie został ciężko ranny. Po kilku miesiącach leczenia powrócił do jednostki obejmując funkcję dowódcy batalionu . Od czerwca 1919 sprawował stanowisko zastępcy dowódcy 2 pułku strzelców polskich na Syberii oraz dowodził batalionem . Wyróżniał się w walkach z bolszewikami skutecznością i nieustraszonym charakterem, m.in. w bitwie pod Tajgą. Po kapitulacji 5 Dywizji Strzelców Polskich w miejscowości Klukwiennaja w styczniu 1920 uniknął niewoli i wraz z kpt. Edwardem Dojanem-Surówką i wyruszył w stronę Polski .
Przybył do ojczyzny w lipcu 1920 w trakcie wojny polsko-bolszewickiej i został przyjęty do Wojska Polskiego . Podczas formowania Brygady Syberyjskiej został dowódcą III batalionu w 1 pułku syberyjskim i wyruszył na front do walk 5 Armii nad rzeką Wkrą. Został ranny, lecz pomimo polecenia dowódcy udania się do szpitala, nadal pozostawał na froncie. 19 sierpnia 1920 poległ podczas ataku na okopy nieprzyjaciela pod Czarnostowem .
23 października 1920 roku został zatwierdzony pośmiertnie z dniem 1 kwietnia 1920 roku, jako oficer byłej 5 Dywizji Strzelców Polskich w stopniu majora, w piechocie, w grupie oficerów byłych Korpusów Wschodnich i byłej armii rosyjskiej.

## Ordery i odznaczenia
- Krzyż Srebrny Orderu Wojskowego Virtuti Militari nr 7700 – pośmiertnie 22 czerwca 1922[6][7]
- Krzyż Niepodległości – pośmiertnie 7 lipca 1931 roku „za pracę w dziele odzyskania niepodległości”[8]